# Maurizio Di Vincenzo
Pour les articles homonymes, voir Vincenzo.
Maurizio Di Vincenzo est un dessinateur de bande dessinée italien, né le 7 mai 1958 à Teramo. Il travaille notamment sur la série Dylan Dog, extrêmement connue en Italie.

## Biographie
Il est diplômé en 1985 de l'Académie des beaux-arts "Corso di Pittura" puis il entame sa carrière professionnelle en réalisant une illustration pour la revue mensuelle italienne de bande dessinée L'Eternauta.
Il collabore ensuite à divers magazines : Tilt, Boy Comics, Pupa, Fichissimo, Skorpio, Lanciostory et L'Intrepido.
Parallèlement à ses activités artistiques personnelles, enseigne le dessin à la "Scuola Romana dei Fumetti".

## Œuvres

### Dessinateur
- série de fantasy Udo di Acquascura, scénario de Peppe Ferrandino (1992-93)
- série Rangaku, scénario de Luca Enoch, dessins de Maurizio Di Vincenzo, Les Humanoïdes Associés coll. « Dédales »
  - t1 La Cité sans nuit, 2007
- série Dylan Dog, Sergio Bonelli Editore
  - Dylan Dog n°139 (avril 1998) : Hook l’implacabile, textes de Pasquale Ruju (it).
  - Dylan Dog Gigante n°7 (novembre 1998) : Il terzo occhio, textes de Gianfranco Manfredi.
  - Dylan Dog n°158 (novembre 1999) : Nato per uccidere, textes de Pasquale Ruju.
  - Dylan Dog n°168 (septembre 2000) : Il fiume dell’oblio, textes de Michele Medda (it).
  - Dylan Dog Gigante n°11 (novembre 2002) : Horror Cult Movie, textes de Gianfranco Manfredi.
  - Dylan Dog n°231 (décembre 2005) : Nightmare Tour, textes de Pasquale Ruju.
  - Dylan Dog Gigante n°17 (novembre 2008) : La foresta perduta, textes de Tito Faraci.
  - Dylan Dog n°288 (septembre 2010) : Lavori forzati, textes de Giovanni Di Gregorio.
  - Dylan Dog n°320 (mai 2013) : La fuggitiva, textes de Giovanni Di Gregorio.
- série Magico Vento (it), textes de Gianfranco Manfredi, dessins de Maurizio Di Vincenzo & Giuseppe Barbati, Sergio Bonelli Editore
  - n°60 (juin 2002) : Minuti contati
  - n°78 (décembre 2003) : Gli speculatori
  - n°95 (mai 2005) : Agorafobia
  - n°102 (février 2006) : Il ritorno di Aiwass